# 驴叫
是2022年上映的公路剧情片，改编自羅伯特·布列松1966年电影《驴子巴特萨》，由波兰导演傑齊·史柯里莫斯基执导，讲述一只从马戏团出逃的驴子的旅程。电影于2022年5月19日在第75屆坎城影展首映，与《八座山》一同夺得评审团奖。电影代表波兰参加第95屆奧斯卡金像獎最佳国际影片的角逐，获得奖项提名。
入选法国《电影筆記》2022年度十佳电影榜单，排名第四。